# Argyrodes gracilis
Argyrodes gracilis är en spindelart som först beskrevs av Ludwig Carl Christian Koch 1872.  Argyrodes gracilis ingår i släktet Argyrodes och familjen klotspindlar. Inga underarter finns listade i Catalogue of Life.